# 府內派
滿人好武，杨露禅聲名大，很多官府及皇室人士邀請楊氏授拳。相傳楊氏教授官家的拳法，跟他在民間教授，廣為流傳的楊氏太極拳，是兩套不同的拳法。是以有「府內派」的說法出現。然而，這說法是真的還是後人附會，已不可攷。
府内派太极所传拳有：智捶、大架、老架、小架、小九天、后天法、三十散手、十三总式、太极长拳（宋远桥传三十七式）、点穴式共十套。
另外楊露禪大弟子王蘭亭，輾轉傳於台灣吳錦園的"楊氏太極拳六十四式老架"，卻未曾大舉公開教學。吳錦園後傳葉金山，雖同樣出於府內，卻不稱為府內派，而另立為宗岳門，又稱"王府皇家派"，取"王府皇家"之名，是因為王蘭亭姓王，所以用"王府"來彰顯王蘭亭，該派除套路外，有太極拳四大核心功法承傳，以指掌領勁為主要特色。
葉金山於台灣授徒，開館授徒的有李健儒、李科宏、屈昂道、蔡佳宏、唐靖、彭啓豪。